# Kōryaku

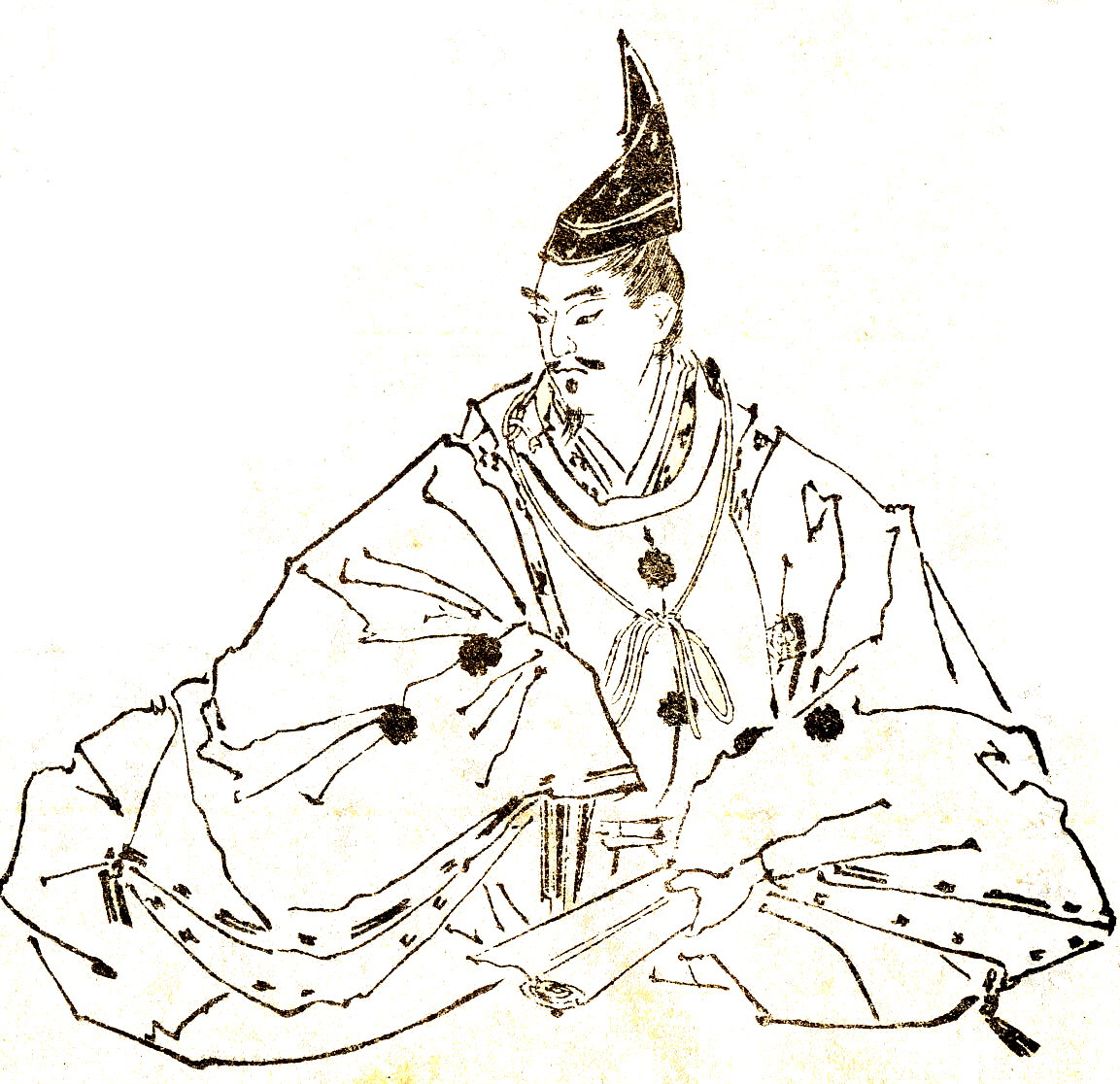
Hosokawa Yoriyuki störtades under Kōryaku-kuppen år Kōryaku 1.

Kōryaku (japanska: 康応?, Kō-ryaku), 1379–1381, är en period i den japanska tideräkningen, vid det delade Japans norra tron. Kōryaku infaller under södra tronens Tenju. Kejsare vid den norra tronen var Go-Enyū och shogun var Ashikaga Yoshimitsu.
Namnet på perioden är hämtat från ett citat ur Tangshu.
Perioden har gett namn åt den så kallade Kōryakukuppen (japanska: Kōryaku-no-seihen) 1379, då den inflytelserika biträdande shogunen (kanrei) Hosokawa Yoriyuki störtades och kanrei-ämbetet fråntogs mycket av makten.